# Chiesa di Santa Maria del Giglio (Pistoia)

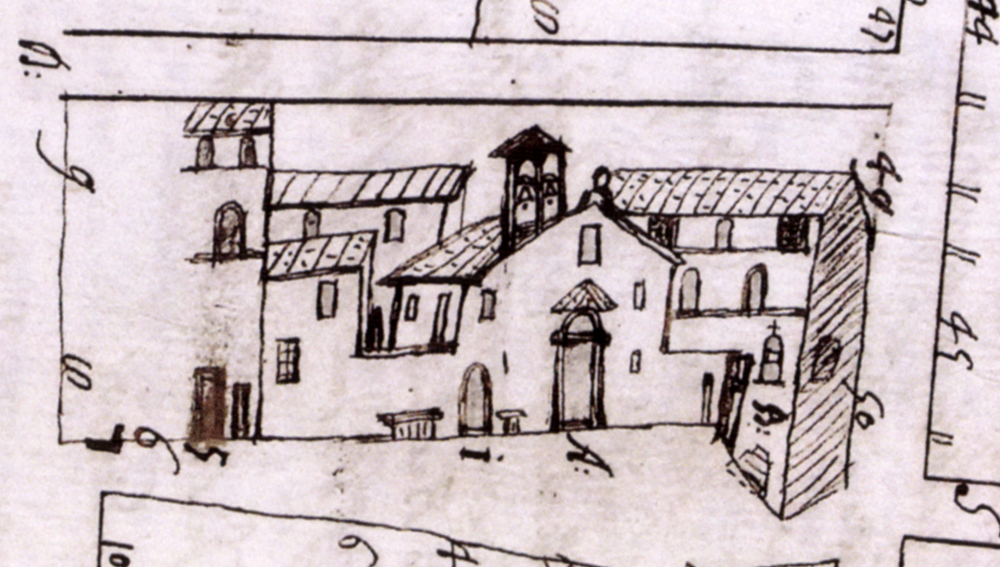
La chiesa di Santa Maria Presbiteri Anselmi in un disegno del parroco del 1697

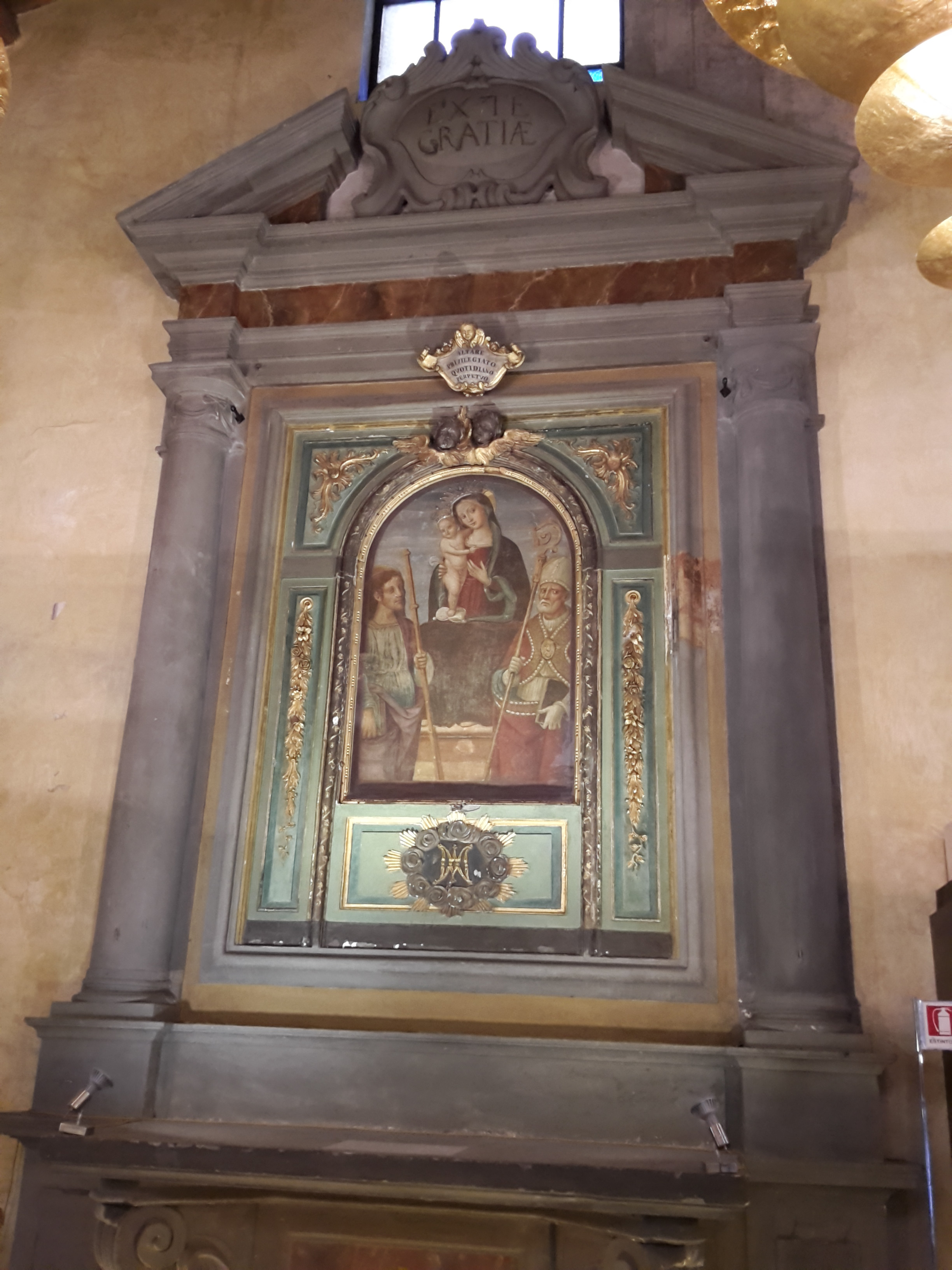
L'immagine miracolosa detta Madonna del Giglio sopra l'altare maggiore

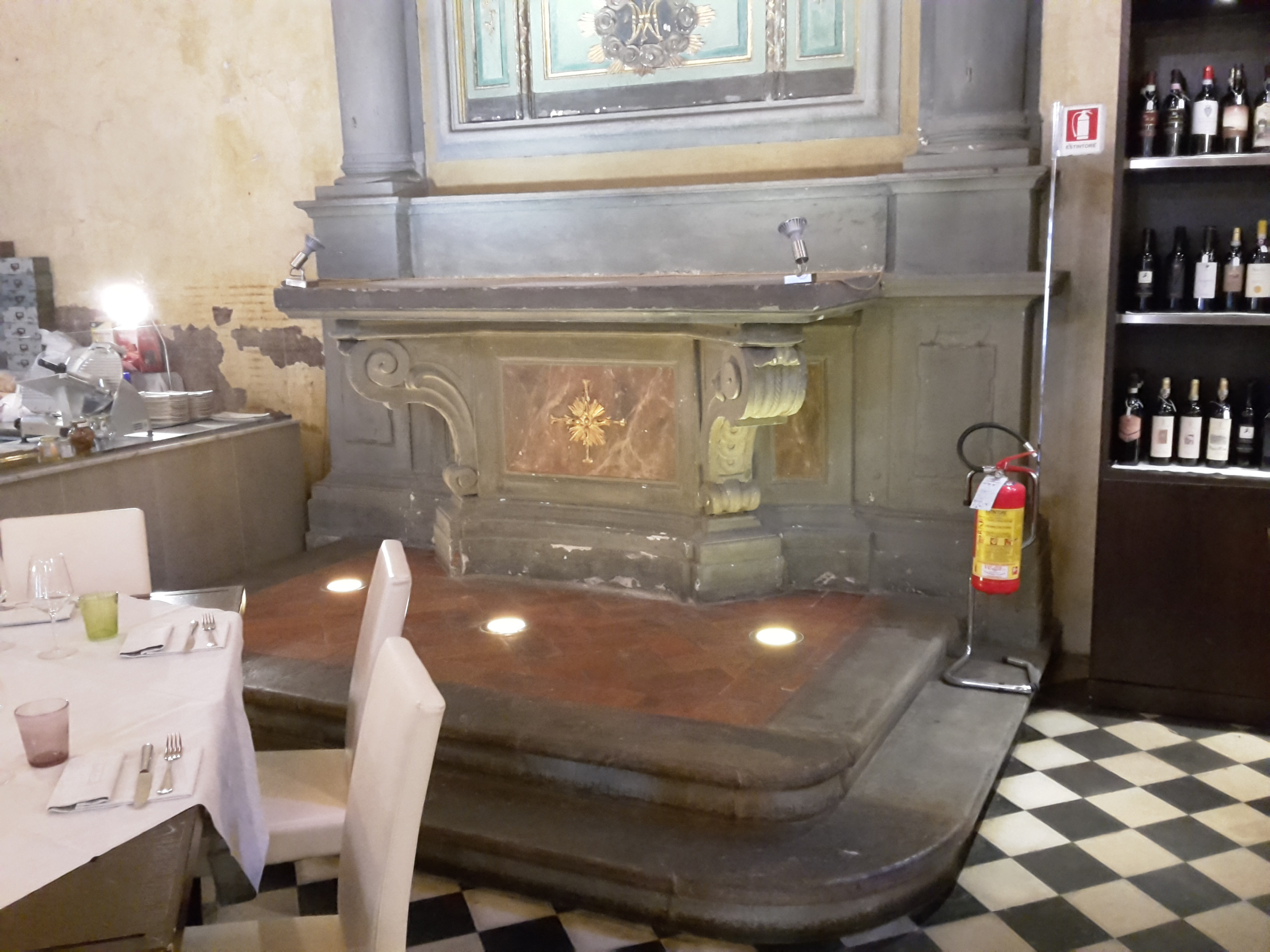
L'altare maggiore

La chiesa di Santa Maria del Giglio (sec. XVII) o Santa Maria Presbiteri Anselmi (sec. XII) o S. Mariae Presbiteri Alberiki (sec. XI), ad oggi sconsacrata, è un edificio di culto dedicato alla Vergine Maria che si trova in via del Giglio a Pistoia.

## Storia e descrizione
La chiesa venne fondata nell'anno 1082, come chiesa privata, con il titolo di S. Mariae Presbiteri Alberiki, dal nome del suo fondatore (in italiano Alberico o Alberigo). Un tale "Anselmo Presbitero", ricordato in un'iscrizione sull'architrave, fu probabilmente un eminente sacerdote (presbitero) che vi celebrò, tanto che nel secolo successivo alla sua fondazione, la chiesa mutò nome prendendo spunto da quello di lui. All'epoca la chiesa aveva il suo ingresso nello stretto vicolo chiamato Via della Nave, dove ancora oggi è possibile riconoscere l'antica apertura con architrave ed arco a tutto sesto in conci regolari di pietra alberese. Da chiesa privata venne poi elevata a parrocchia nel XIII o XIV secolo.
L'intero edificio venne ristrutturato in forme romaniche nel XVII secolo, cambiando l'orientamento dell'altare, spostato da est (come in tutte le chiese più antiche) a ovest. L'ingresso passò così da Via della Nave alla più comoda e spaziosa Via del Giglio. Dal 1668 il suo nome divenne Santa Maria del Giglio perché accolse l'immagine miracolosa della Madonna del Giglio, che si trovava in un tabernacolo all'angolo della strada. Era nota anche con un altro nome, quello di Santa Maria del Pretesemoli, forse un riferimento popolare al prezzemolo che si comprava nel vicino mercato. 
Nel 1779 il vescovo Giuseppe Ippoliti trasferì la parrocchia alla chiesa dello Spirito Santo e il suo successore, il noto Scipione de' Ricci, alienò l'edificio ecclesiale sconsacrandolo nel 1777 (il Regesto riporta invece la data del 1774 aggiungendone la vendita a privati). La chiesa venne usata come magazzino, poi tornò ad essere officiata per un breve periodo come oratorio nel 1797 ad opera del vescovo Falchi Picchinesi, come testimonia la lapide sopra il portale. In seguito, tuttavia, venne nuovamente sconsacrata.
Nel 1996 il Regesto delle chiese italiane ne attesta la proprietà da parte del Capitolo della Cattedrale, l'uso come magazzino in locazione a privati, la presenza dell'altare maggiore in pietra serena, l'assenza del noto dipinto sopra l'altare maggiore, la sparizione dei due altari laterali, dedicati a San Rocco e a Santa Lucia (documentati nelle visite apostoliche del 1582-'83) ed il generale stato di abbandono, in particolar modo riferito agli intonaci esterni.
Dal 13 ottobre 2010 vi ha sede un'attività di ristorazione. Al centro dell'aula è ad oggi (2017) presente l'altare maggiore con l'immagine - riportata recentemente nella sua sede - della Madonna del Giglio.